# Marte Leinan Lund
Marte Leinan Lund (1 de abril de 2001) es una deportista noruega que compite en esquí en la modalidad de combinada nórdica. Su hermana Mari compite en el mismo deporte.
Ganó una medalla de bronce en el Campeonato Mundial de Esquí Nórdico de 2021, en el trampolín normal + 5 km individual.

## Palmarés internacional
| Campeonato Mundial | Campeonato Mundial    | Campeonato Mundial | Campeonato Mundial   |
| Año                | Lugar                 | Medalla            | Prueba               |
| ------------------ | --------------------- | ------------------ | -------------------- |
| 2021               | Oberstdorf (Alemania) | Medalla de bronce  | TN + 5 km individual |